# Peter Lindbäck
Rolf Peter Lindbäck, född 14 juni 1955 i Helsingfors, är sedan 1999 Ålands landshövding. Han är även Ålands kyrkomötesdelegat.